# Copa Presidente Paul Magloire
La Copa Presidente Paul Magloire (Coupe du Président Paul Magloire en francés) fue un torneo amistoso internacional de fútbol celebrado en la ciudad de Puerto Príncipe, Haití, desde el 8 al 15 de marzo de 1956. La copa llevaba el nombre del presidente Paul Magloire, mandatario de aquel país para ese entonces.

## Organización

### Sede
| Ciudad          | Estadio             | Aforo  |
| --------------- | ------------------- | ------ |
| Puerto Príncipe | Stade Paul Magloire | 15.000 |

### Árbitros
- Daniel Beauvoir (CONCACAF)
- Eduardo Márquez (CONCACAF)
- Benito Jackson (CONMEBOL)

### Participantes
| Bandera de Haití | Bandera de Panamá | Bandera de Venezuela |
| Haití            | Panamá            | Venezuela            |
| ---------------- | ----------------- | -------------------- |

## Clasificación
| Selección | Pts. | PJ | PG | PE | PP | GF | GC | Dif. |
| --------- | ---- | -- | -- | -- | -- | -- | -- | ---- |
| Haití     | 7    | 4  | 3  | 1  | 0  | 9  | 4  | +5   |
| Venezuela | 5    | 4  | 2  | 1  | 1  | 6  | 6  | 0    |
| Panamá    | 0    | 4  | 0  | 0  | 4  | 5  | 10 | –5   |

### Partidos
| 8 de marzo de 1956 | Haití                      | 3:2 (1:2) | Panamá         | Stade Paul Magloire, Puerto Príncipe   |                                        |
|                    | - Marco Ellie 40' - Phenol |           | - César Moreno | Árbitro(s): Benito Jackson (Venezuela) | Árbitro(s): Benito Jackson (Venezuela) |

| 9 de marzo de 1956 | Venezuela                   | 1:0 (0:0) | Panamá | Stade Paul Magloire, Puerto Príncipe |                                     |
|                    | - Gutemberg 55' - Padín 90' |           |        | Árbitro(s): Daniel Beauvoir (Haití)  | Árbitro(s): Daniel Beauvoir (Haití) |

| 10 de marzo de 1956 | Haití                             | 1:1 (1:1) | Venezuela                         | Stade Paul Magloire, Puerto Príncipe |                                      |
|                     | - Marco Ellie 15' (pen.) - Legros |           | - 30' (pen.) Nieto - René Irazque | Árbitro(s): Eduardo Márquez (Panamá) | Árbitro(s): Eduardo Márquez (Panamá) |

| 13 de marzo de 1956 | Haití                            | 2:1 (2:1) | Panamá      | Stade Paul Magloire, Puerto Príncipe   |                                        |
|                     | - Antoine Tassy 20' - Phenol 43' |           | - 15' Ponce | Árbitro(s): Benito Jackson (Venezuela) | Árbitro(s): Benito Jackson (Venezuela) |

| 14 de marzo de 1956 | Venezuela                                                            | 4:2 (3:2) | Panamá                 | Stade Paul Magloire, Puerto Príncipe |                                     |
|                     | - René Irazque 2' - Carlos Delgado 10' - José Rivero 14' - Gómez 84' |           | - 30' 40' César Moreno | Árbitro(s): Daniel Beauvoir (Haití)  | Árbitro(s): Daniel Beauvoir (Haití) |

| 15 de marzo de 1956 | Haití                        | 3:0 (0:0) | Venezuela            | Stade Paul Magloire, Puerto Príncipe |                                      |
|                     | - Phenol 50' 74' - Verna 81' |           | - 40' Carlos Delgado | Árbitro(s): Eduardo Márquez (Panamá) | Árbitro(s): Eduardo Márquez (Panamá) |

## Estadísticas

### Tabla de goleadores
5 goles
- Phenol

4 goles
- César Moreno

2 goles
- Marco Ellie

1 gol
- Antoine Tassy
- Verna
- Ponce
- Carlos Delgado
- Gómez
- José Rivero
- Padín
- Nieto
- René Irazque